# Maksar al-Hisan
Maksar al-hisan (tiếng Ả Rập: مكسر الحصان) là một ngôi làng ở phía bắc Syria nằm ở phía đông Homs thuộc tỉnh Homs. Theo Cục Thống kê Trung ương Syria, Maksar al-Hisan có dân số 811 trong cuộc điều tra dân số năm 2004. Cư dân của nó chủ yếu là Alawites.